# Distintivo del Corpo prefettizio

Emblema del Corpo Prefettizio

Il distintivo del corpo prefettizio italiano è un distintivo indossabile da tutti i funzionari appartenenti al corpo prefettizio della Repubblica Italiana.
È stato istituito e regolamentato dal Decreto del Ministro dell'interno 15 luglio 2004 ("Descrizione tecnica del distintivo di appartenenza al Corpo prefettizio"). È composto da uno scudetto circolare iscritto in una corona circolare dal diametro esterno di 11 millimetri.

## Aspetto e descrizione
Lo scudetto circolare interno è interamente dorato e reca, al centro, l'effigie dell'Italia turrita circondata dalle due fronde, d'ulivo e di quercia, raffigurate nell'emblema della Repubblica Italiana; è collegato alla corona circolare esterna mediante quattro razze, parimenti dorate, disposte a croce nei punti cardinali.
La corona circolare esterna reca, su fondo smaltato di colore blu, nella semiarea superiore, le parole «Corpo prefettizio», in lettere lapidarie maiuscole romane, dorate; interposte fra ciascuna delle lettere che compongono le predette parole e fra le due parole sono raffigurate le stelle della bandiera europea; nella sezione inferiore della corona, tre porzioni della stessa sono colorate, a smalto, con i colori della bandiera italiana, di modo che il bianco corrisponda al punto di giunzione di una delle quattro razze di collegamento con lo scudetto interno.
Il distintivo è realizzato in conio in ottone con uso di matrici-stampi in acciaio temperato attraverso procedimento di elettrofusione e finitura manuale; i distintivi coniati sono tranciati per le parti traforate e finiti manualmente; la corona esterna è smaltata a mano con colori sintetici a freddo; il morsetto del distintivo è realizzato in ottone con alette di fermo e il chiodino sul retro del distintivo è applicato tramite saldatura.

## Norme di utilizzo
Il distintivo può essere portato nell'esercizio delle proprie funzioni dai prefetti, viceprefetti e viceprefetti aggiunti, nonché dai consiglieri al termine del primo anno del corso, superato il periodo di prova. Deve essere obbligatoriamente portato, dalle stesse categorie di personale, in occasione delle seguenti festività:
- Festa della Repubblica (2 giugno);
- festa della Liberazione (25 aprile);
- festa dei lavoratori (1º maggio);
- festa delle Forze Armate (4 novembre);
- festa di Sant'Ambrogio, patrono dei prefetti (7 dicembre).

Il distintivo non può essere indossato unitamente ad altri distintivi di appartenenza.
Il distintivo può essere portato anche dai dirigenti prefettizi a riposo, in occasione di cerimonie pubbliche o quando sia richiesto dalle circostanze.

## Distintivo dei dirigenti amministrativi

Distintivo Identificativo per i Dirigenti amministrativi dell'Amministrazione Civile dell'Interno

Accanto al distintivo degli appartenenti al corpo prefettizio esiste un apposito distintivo per i dirigenti amministrativi dell'Amministrazione civile dell'interno, i quali operano con funzioni amministrative ed economico-finanziarie accanto al corpo prefettizio nell'esercizio della missione prefettorale, sia negli uffici centrali che negli uffici periferici. Il distintivo è stato istituito con Decreto del Capo del Dipartimento per le politiche del personale del 14 gennaio 2008. Il distintivo è simile a quello previsto per il Corpo prefettizio, con due sole differenze: una grafica e l'altra di colore.
La corona circolare esterna, infatti, è realizzata su fondo smaltato di colore verde e nella semiarea superiore reca le parole "Amm.ne Civile Interno" in lettere lapidarie maiuscole romane dorate. I dirigenti di prima e di seconda fascia appartenenti all'Area 1 possono portare il distintivo nell'esercizio delle loro funzioni, mentre i dirigenti a riposo potranno utilizzarlo nelle cerimonie pubbliche o quando sia richiesto dalle circostanze.